# Justinianus (tướng)
Justinianus (tiếng Latinh: Iustinianus, tiếng Hy Lạp: Ἰουστινιανός, sau 525–582) là một quý tộc và một viên tướng trong quân đội Đông La Mã và là thành viên của triều đại Justinianus cầm quyền. Là một quân nhân, ông có một sự nghiệp nổi bật ở Balkan và ở phía Đông trong cuộc chiến chống lại đế quốc Sassanid Ba Tư. Trong những năm cuối đời, ông âm mưu lật đổ nhiếp chính (người sau này là hoàng đế) Tiberius II (trị vì 574–582) nhưng không thành công.

### Sự nghiệp ở phương Đông

Bản đồ biên giới Byzantine-Ba Tư.

### Những năm cuối đời và mưu đồ chính trị

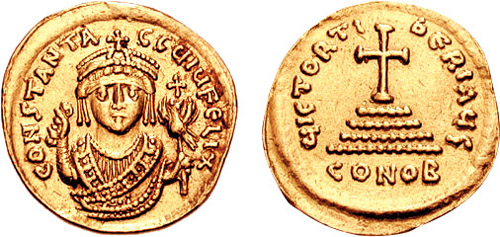
Đồng solidius vàng của Hoàng đế Tiberius II (cai trị: 574–582). Mặc dù liên tục âm mưu lật đổ, nhưng hoàng đế đã ân xá Justinianus.

## Tiểu sử